# Ruder-Asienmeisterschaften 2019
Die Ruder-Asienmeisterschaften 2019 fanden vom 23. bis 27. Oktober 2019 auf dem Tangeumsee in Chungju (Südkorea) statt.
Parallel wurden an gleicher Stelle die Asienmeisterschaften im Pararudern 2019 ausgetragen. Wie es bei den Europameisterschaften und Weltmeisterschaften üblich ist, wurde deshalb der Medaillenspiegel beider Wettbewerbe in diesem Artikel zusammengefasst.
Bei den Meisterschaften wurden 22 Wettbewerbe ausgetragen, davon jeweils neun für Männer und acht für Frauen, sowie fünf für Pararuderer beider Geschlechter. Teilnahmeberechtigt war eine Mannschaft je Wettbewerbsklasse aus allen 36 Mitgliedsverbänden des Asiatischen Ruderverbandes. Eine Qualifikationsregatta existierte nicht.
Insgesamt meldeten 21 Nationen mit 355 Sportlern und 146 Booten in die 22 Bootsklassen. Das Rennen im PR3-Doppelzweier (Mixed) ist ausgefallen, da in dieser Bootsklasse nur Südkorea zwei Boote gemeldet hatte und davon eins abmeldete.
Die Asiatischen Meisterschaften im Rudern fanden nach 2007 zum zweiten Mal in Chungju statt und wurden nach 1993, 2007 und 2011 zum vierten Mal in Südkorea ausgetragen. Die Weltmeisterschaften fanden zwischenzeitlich 2013 in Chungju statt.
Die ausgeschriebenen Wettbewerbe unterscheiden sich stark von den Wettkampfprogrammen bei den Olympischen Sommerspielen oder Weltmeisterschaften. In der offenen Klasse ist nur China international konkurrenzfähig, in vielen anderen asiatischen Ländern rudern hauptsächlich kleine und leichte Athleten und Athletinnen. Das führt dazu, dass die Verbände bei der Gestaltung der Asiatischen Meisterschaften im Rudern olympische Bootsklassen wie den Vierer ohne Steuermann oder den Achter der Frauen nicht im Programm haben wollen. Dafür aber der Leichtgewichts-Vierer ohne Steuermann im Programm ist, der international bei den Weltmeisterschaften 2015 beziehungsweise den Olympischen Sommerspielen 2016 letztmals ausgefahren wurde und deshalb in Europa nach den Europameisterschaften 2017 aus dem Programm gestrichen wurde.

## Ausgeschriebene Wettbewerbe
| Frauen           | Männer           | Pararudern               |
| ---------------- | ---------------- | ------------------------ |
| Einer            | Einer            | PR1-Einer (Frauen)       |
| LGW-Einer        | LGW-Einer        | PR1-Einer (Männer)       |
| Doppelzweier     | Doppelzweier     | PR2-Doppelzweier (Mixed) |
| LGW-Doppelzweier | LGW-Doppelzweier | PR3-Doppelzweier (Mixed) |
| Doppelvierer     | Doppelvierer     | PR3-Vierer mit (Mixed)   |
| LGW-Doppelvierer | LGW-Doppelvierer |                          |
| Zweier ohne      | Zweier ohne      |                          |
| Vierer ohne      | LGW-Vierer ohne  |                          |
|                  | Achter           |                          |

## Ergebnisse
Hier sind die Medaillengewinner aus den A-Finals aufgelistet. Diese waren mit sechs Booten besetzt, die sich über Vor- und Hoffnungsläufe sowie Viertel- und Halbfinals für das Finale qualifizieren mussten. Die Streckenlänge betrug in allen Läufen 2000 Meter.

### Männer
| Bootsklasse                                  | Gold | Gold    | Silber | Silber  | Bronze | Bronze  |
| -------------------------------------------- | --- | ------- | --- | ------- | --- | ------- |
| Einer (M1x)                                  | Iran Bahman Nasiri | 7:15,06 | Usbekistan Shakhboz Kholmurzaev | 7:17,17 | Südkorea Park Hyun-su | 7:21,41 |
| Leichtgewichts-Einer (LM1x)                  | Volksrepublik China Chen Weichun | 7:10,51 | Usbekistan Sobir Safaroliev | 7:14,66 | Iran Aghel Habibian | 7:14,73 |
| Doppelzweier (M2x)                           | Volksrepublik China Chen Weichun Zhu Bohao | 6:48,79 | Südkorea Kim Dong-yong Myeong Su Seong | 6:50,47 | Indien Sukhmeet Singh Sawarn Singh | 6:50,61 |
| Leichtgewichts-Doppelzweier (LM2x)           | Hongkong Chan Chi Fung Chiu Hin Chun | 6:39,78 | Indien Arjun Lal Jat Arvind Singh | 6:42,39 | Indonesien Ihram Ihram Mahendra Yanto | 6:47,32 |
| Doppelvierer (M4x)                           | Usbekistan Davrjon Davronov Abdullo Mukhammadiev Mekhrojbek Mamatkulov Shakhboz Kholmurzaev                                                                                         | 6:01,89 | Indien Sawarn Singh Rohit Kumar Jakar Khan Sukhmeet Singh                                                                                         | 6:03,32 | Iran Siavash Saeidi Milad Allahverdian Amir Hossein Mahmoudpour Bahman Nasiri                                                                   | 6:05,36 |
| Leichtgewichts-Doppelvierer (LM4x)           | Usbekistan Shekhroz Hakimov Sobir Safaroliev Evgeniy Agafonov Shakhzod Nurmatov | 6:15,09 | Hongkong Wong Wai Chun Lam San Tung Chan Chi Fung Chiu Hin Chun                                                                                   | 6:16,76 | Japan Kakeru Sato Takuma Nakamura Daiki Nomura Kazuki Nara                                                                                      | 6:23,54 |
| Zweier ohne Steuermann (M2-)                 | Indonesien Ferdiansyah Ferdiansyah Denri Maulidzar Al-Ghiffari | 6:48,17 | Usbekistan Sardor Tulkinkhujaev Alisher Turdiev                                                                                                   | 6:48,45 | Hongkong Lam San Tung Wong Wai Chun | 6:49,84 |
| Leichtgewichts-Vierer ohne Steuermann (LM4-) | Indien Jasveer Singh Jegan Sekar Tejash Hanamant Shinde Charanjeet Singh | 6:21,17 | Hongkong Wong Wai Lok Chau Yee Ping Wong Ho Yin Ho Chak Lung                                                                                      | 6:25,81 | Japan Jun Kuwamura Taiga Matsuura Ryo Shinobu Asahi Sugiura                                                                                     | 6:31,73 |
| Achter (M8+)                                 | Usbekistan Dostonjon Bahriev Shokhjakhon Najmiev Sardor Tulkinkhujaev Alisher Turdiev Anatoliy Krasnov Otamurod Rakhimov Zafar Usmonov Uktamjon Davronov Dostonjon Khursanov (Stm.) | 5:57,29 | Japan Ryo Kajitani Masayuki Miyaura Tatsuya Sakurama Kazuki Nishi Yoshihiro Otsuka Naoki Furuta Yasuharu Hayashi Yuta Takano Hiroki Sasano (Stm.) | 6:01,59 | Indien Akshat Tanwar Khushpreet Singh Brar Bhupender Singh Iqbal Singh Malkeet Singh Gurinder Singh Puneet Kumar Gurmeet Singh Du Pandey (Stm.) | 6:05,52 |

### Frauen
| Bootsklasse                        | Gold                                                                 | Gold    | Silber                                                                        | Silber  | Bronze                                                                                  | Bronze  |
| ---------------------------------- | -------------------------------------------------------------------- | ------- | ----------------------------------------------------------------------------- | ------- | --------------------------------------------------------------------------------------- | ------- |
| Einer (W1x)                        | Volksrepublik China Zhang Shuxian                                    | 7:59,96 | Chinesisch Taipeh Huang Yi-ting                                               | 8:06,89 | Vietnam Nguyễn Thị Hải                                                                  | 8:09,40 |
| Leichtgewichts-Einer (LW1x)        | Iran Nazanin Malaei                                                  | 8:08,43 | Südkorea Ji Yoo-jin                                                           | 8:15,24 | Japan Ayami Ōishi                                                                       | 8:20,10 |
| Doppelzweier (W2x)                 | Volksrepublik China Hou Qinyue Zhang Hairong                         | 7:38,64 | Südkorea Song Ji-sun Lee Su-bin                                               | 7:43,63 | Iran Hanieh Khorsand Nazanin Rahmani                                                    | 7:46,88 |
| Leichtgewichts-Doppelzweier (LW2x) | Volksrepublik China Fu Xiaoyue Zou Jiawang                           | 7:34,57 | Südkorea Choi Yu-ri Jung Hye-ri                                               | 7:37,91 | Iran Zeinab Norouzi Kimia Zareei                                                        | 7:40,12 |
| Doppelvierer (W4x)                 | Volksrepublik China Hou Qinyue Sun Fengjiao Zhang Hairong Zhou Ziwen | 6:48,48 | Thailand Phuttharaksa Neegree Matinee Raruen Parisa Chaempudsa Rojjana Raklao | 6:50,76 | Vietnam Trần Thị An Nguyễn Thị Hải Lê Thị Hiền Phạm Thị Thảo                            | 6:51,99 |
| Leichtgewichts-Doppelvierer (LW4x) | Japan Kanako Ueda Hinako Takimoto Sahoko Kinoda Ai Tsuchiya          | 6:44,84 | Vietnam Lương Thị Thảo Tạ Thanh Huyền Đinh Thị Hảo Hồ Thị Lý                  | 6:47,23 | Iran Shakiba Voghoufi Zeinab Norouzi Kimia Zareei Maryam Omidi Parsa                    | 6:50,54 |
| Zweier ohne Steuerfrau (W2-)       | Volksrepublik China Zhao Mingwei Xia Keke                            | 7:32,65 | Japan Akiho Takano Rena Suzuki                                                | 7:35,46 | Vietnam Lê Thị Hiền Phạm Thị Thảo                                                       | 7:38,40 |
| Vierer ohne Steuerfrau (W4-)       | Volksrepublik China Zhou Ziwen Sun Fengjiao Zhao Mingwei Xia Keke    | 7:22,10 | Vietnam Trần Thị An Nguyễn Thị Hải Lê Thị Hiền Phạm Thị Thảo                  | 7:29,24 | Thailand Nuntida Krajangjam Piyamon Toemsuk Nattariwan Nunchai Premruethai Hongseethong | 7:48,48 |

### Para-Rudern
Dr. Samitha Samanmali aus Sri Lanka war mit ihrer Bronzemedaille die erste Frau ihres Landes die jemals eine internationale Medaille im Pararudern gewinnen konnte.
| Bootsklasse                                 | Gold       | Gold     | Silber             | Silber   | Bronze | Bronze                  |
| ------------------------------------------- | ---------- | -------- | ------------------ | -------- | --- | ----------------------- |
| PR1-Einer (PR1 M1x)                         | Südkorea   | 10:46,46 | Sri Lanka Jayakody | 10:58,57 | Japan | 11:19,15                |
| PR1-Einer (PR1 W1x)                         | Südkorea   | 11:36,54 | Japan              | 13:07,63 | Sri Lanka Dr. Samitha Samanmali                                                                             | 16:55,99                |
| PR2-Doppelzweier Mixed (PR2 Mix2x)          | Usbekistan | 9:50,43  | Thailand           | 13:10,23 | nur zwei Boote am Start                                                                                     | nur zwei Boote am Start |
| PR3-Vierer mit Steuerfrau/-mann (PR3 Mix4+) | Südkorea   | 7:58,01  | Japan              | 8:02,24  | Indien Narayana Konganapalle Jyoti Radheshyam Gaderiya Kritika Khanna Kuldeep Singh Rohith Maradappa (Stf.) | 8:24,25                 |

## Medaillenspiegel
| Platz | Land                | Gold | Silber | Bronze | Gesamt |
| ----- | ------------------- | ---- | ------ | ------ | ------ |
| 1     | Volksrepublik China | 8    |        |        | 8      |
| 2     | Usbekistan          | 4    | 3      |        | 7      |
| 3     | Südkorea            | 3    | 4      | 1      | 8      |
| 4     | Iran                | 2    |        | 5      | 7      |
| 5     | Japan               | 1    | 4      | 4      | 9      |
| 6     | Indien              | 1    | 2      | 3      | 6      |
| 7     | Hongkong            | 1    | 2      | 1      | 4      |
| 8     | Indonesien          | 1    |        | 1      | 2      |
| 9     | Vietnam             |      | 2      | 3      | 5      |
| 10    | Thailand            |      | 2      | 1      | 3      |
| 11    | Sri Lanka           |      | 1      | 1      | 2      |
| 12    | Chinesisch Taipeh   |      | 1      |        | 1      |
| Summe | Summe               | 21   | 21     | 20     | 62     |